# 溫伯巴赫河
51°29′12.8″N 7°51′38.7″E / 51.486889°N 7.860750°E
溫伯巴赫河（德語：Wimberbach），是德國的河流，位於該國西部，處於北萊茵-威斯特法倫州，屬於魯爾河的左支流，河道全長8.3公里，流域面積15.8平方公里。